# Con mano firme y brazo extendido
Con mano firme y brazo extendido (בְּיָד חֲזָקָה וּבִזְרוֹעַ נְטוּיָה) es una frase utilizada en la Biblia para describir el uso que Dios hace de su poder en favor de Israel, en particular durante el Éxodo.

## Origen
La frase se utiliza muchas veces en la Biblia para describir los poderosos actos de Dios durante el Éxodo: Éxodo 6:6, Deuteronomio 4:34 5:15 7:19 9:29 11:2 26:8, Salmos 136:12.
La frase también se utiliza para describir otras hazañas pasadas o futuras de Dios, en las siguientes fuentes: II Libro de los Reyes 17:36, Jeremías 21:5 27:5 32:17, Ezequiel 20:33 20:34, II Crónicas 6:32.
También se utiliza una versión abreviada («con mano fuerte») para referirse al Éxodo: en el Éxodo 3:19 6:1 13:9 13:16 32:11, entre otros lugares.

## En el Éxodo
En el Éxodo 6 (Parshat Va'eira en la Torá), Moisés acaba de reiterar a Dios la queja de los israelitas de que las cosas han empeorado para ellos cada vez que ha ido al faraón en su nombre; en este caso, el faraón ha dictaminado que a partir de ahora fabricarán ladrillos sin paja. Dios responde a Moisés que llegará el momento en que el propio faraón expulsará a los israelitas de Egipto y que, en nombre de su  pacto con los patriarcas, Dios redimirá a los israelitas «con mano firme y brazo extendido», para que lo conozcan.
Moisés y Aarón no respondieron directamente a los israelitas en relación con su queja, pero cuando Moisés transmite esta respuesta de Dios a los israelitas, no consigue levantarles el ánimo.
La implicación es que Dios dará una lección tanto a los israelitas como a las naciones del mundo, mostrando su poder y la inutilidad de tratar de resistirlo, así como su voluntad de usar su poder en nombre de su Alianza. Para lograrlo, el faraón no debe ser visto liberando a los israelitas como un acto de benevolencia, sino que debe mostrarse rotundamente resistente al principio, para luego cambiar de opinión hasta el punto de obligarlos a irse, solo debido a su eventual sumisión a regañadientes al poder de Dios.
Este concepto se repite en el recuento de la Plaga del Granizo. Esto sirve como introducción a las demostraciones del poder de Dios, comenzando con La vara de Aarón y seguido por las Diez  Diez plagas de Egipto. La frase ha llegado a tener un gran valor en la tradición judía como símbolo del uso que Dios hace de su poder en favor de los judíos. Se repite literalmente en Deuteronomio 26:8, que describe el mandamiento de dar el diezmo de las primicias y que se lee con énfasis en la Hagadá de Pascua y en el Séder de Pascua.

## Paralelismos egipcios
En la antigua literatura real egipcia, se describe con frecuencia al faraón usando su «mano poderosa» o su «brazo extendido» para realizar hazañas. Al describir la derrota de Dios sobre Egipto en este lenguaje, la Biblia argumenta que su Dios ha superado al mayor líder terrenal. 